# Ceberio
Ceberio (em castelhano) ou Zeberio (em basco) é um município da Espanha na província da Biscaia, comunidade autónoma do País Basco. Faz parte da comarca de Arratia-Nervión e tem 47,15 km² de área. Em 2021 tinha 1 088 habitantes (densidade: 23,1 hab./km²).